# Avalon (album)
Pour les articles homonymes, voir Avalon (homonymie).
Albums de Roxy Music
Flesh + Blood
(1980) The High Road
(1983)
Singles
1. More Than This
Sortie : avril 1982
2. Avalon
Sortie : juin 1982
3. Take a Chance With Me
Sortie : septembre 1982

Avalon est le huitième et dernier album studio du groupe britannique Roxy Music. Il est sorti le 28 mai 1982 sur les labels E.G. Records / Polydor Records et a été produit par Rhett Davies et Roxy Music.

## Historique
Enregistré dans le studio Compass Point aux Bahamas à Nassau ainsi qu'à New York dans le studio The Power Station, il atteint la première place dans les classements anglais et devient aux États-Unis le seul album du groupe à obtenir les certifications disque d'or, puis disque de platine. Trois singles en sont tirés : More Than This, Avalon et Take a Chance with Me.
En France il se classe à la 4e place des meilleures ventes d'albums et sera certifié disque d'or en 1982.

## Liste des titres
Toutes les chansons sont écrites et composées par Bryan Ferry, sauf indication contraire.
| 1. | More Than This                  |                          | 4:31 |
| 2. | The Space Between               |                          | 4:28 |
| 3. | Avalon                          |                          | 4:15 |
| 4. | India (instrumental)            |                          | 1:45 |
| 5. | While My Heart Is Still Beating | Bryan Ferry, Andy Mackay | 3:25 |

| 6.  | The Main Thing        |                             | 3:47 |
| 7.  | Take a Chance With Me | Bryan Ferry, Phil Manzanera | 4:43 |
| 8.  | To Turn You On        |                             | 4:10 |
| 9.  | True To Life          |                             | 4:20 |
| 10. | Tara                  | Bryan Ferry, Andy Mackay    | 1:32 |

## Musiciens
- Bryan Ferry : chant, claviers, guitare synthétiseur
- Andy Mackay : saxophone
- Phil Manzanera : guitare

## Musiciens additionnels
- Neil Hubbard (en) : guitare
- Alan Spenner (en) : basse sur les titres 1, 3, 4, 8, 9 & 10
- Neil Jason (en) : basse sur les titres 2, 6, 7, 9)
- Andy Newmark : batterie
- Rick Marotta: batterie sur (8)
- Jimmy Maelen (en) : percussions
- Fonzi Thornton (en) : chœurs
- Yanick Etienne (en) : chœurs sur (3)
- Paul Carrack : piano sur (8)
- Kermit Moore : violoncelle sur (8)

## Pochette
Avalon perpétue la tradition pour les albums de Roxy Music de présenter des images de femmes sur la pochette. La petite amie de Bryan Ferry, Lucy Helmore, qui deviendra son épouse, apparaît sur la couverture de l'album conçue par Peter Saville. Elle porte un casque médiéval avec un faucon perché sur sa main gantée, évoquant le dernier voyage du roi Arthur sur la terre mystérieuse d'Avalon. La photo est prise dans la baie de Galway.

## Charts et certifications

### Album
Charts
| Pays             | Durée du classement | Meilleur classement | Date            |
| ---------------- | ------------------- | ------------------- | --------------- |
| Allemagne        | 32 semaines         | 4e                  | 28 juin 1982    |
| Australie        | 27 semaines         | 1er                 | 12 juillet 1982 |
| Autriche         | 14 semaines         | 5e                  | 15 août 1982    |
| Canada           | 59 semaines         | 1er                 | 31 juillet 1982 |
| États-Unis       | 27 semaines         | 53e                 | 17 juillet 1982 |
| France           | 75 semaines         | 4e                  | 1982            |
| Italie           | -                   | 14e                 | 1982            |
| Norvège          | 27 semaines         | 1er                 | 28 juin 1982    |
| Nouvelle-Zélande | 31 semaines         | 1er                 | 27 juin 1982    |
| Pays-Bas         | 38 semaines         | 1er                 | 12 juin 1982    |
| Royaume-Uni      | 57 semaines         | 1er                 | 5 juin 1982     |
| Suède            | 17 semaines         | 1er                 | 17 août 1982    |

Certifications
| Pays             | Certification | Ventes      | Date              |
| ---------------- | ------------- | ----------- | ----------------- |
| Allemagne        | Or            | 250 000 +   | 1984              |
| Canada           | Platine       | 100 000 +   | 1er décembre 1982 |
| États-Unis       | Platine       | 1 000 000 + | 2 décembre 1992   |
| France           | Or            | 100 000 +   | 1982              |
| Nouvelle-Zélande | Platine       | 15 000 +    | 29 août 1982      |
| Pays-Bas         | Platine       | 100 000 +   | 1982              |
| Royaume-Uni      | Platine       | 300 000 +   | 7 juin 1982       |

### Singles
More Than This
| Chart                  | Durée du classement | Position | Date            |
| ---------------------- | ------------------- | -------- | --------------- |
| UK Singles Chart       | 8 semaines          | 6e       | 10 avril 1982   |
| Single Top 100         | 17 semaines         | 24e      | 14 juin 1982    |
| (V) Ultratop           | 5 semaines          | 14e      | 24 avril 1982   |
| Mainstream Rock Tracks | 1 semaine           | 58e      | 3 juillet 1982  |
| Single Top 100         | 21 semaines         | 2e       | 18 juillet 1982 |
| VG-lista               | 21 semaines         | 2e       | 12 juillet 1982 |
| RMNZ Singles Top40     | 15 semaines         | 12e      | 27 juin 1982    |
| Mega Top 50            | 6 semaines          | 25e      | 24 avril 1982   |
| Sverigetopplistan      | 1 semaine           | 17e      | 15 juin 1982    |
| Schweizer Hitparade    | 9 semaines          | 6e       | 30 mai 1982     |

Avalon
| Chart                  | Durée du classement | Position | Date              |
| ---------------------- | ------------------- | -------- | ----------------- |
| UK Singles Chart       | 6 semaines          | 13e      | 26 juin 1982      |
| Single Top 100         | 11 semaines         | 45e      | 26 juillet 1982   |
| (V) Ultratop           | 9 semaines          | 5e       | 14 août 1982      |
| Mainstream Rock Tracks | 5 semaines          | 59e      | 3 juillet 1982    |
| Single Top 100         | 22 semaines         | 7e       | 3 octobre 1982    |
| RMNZ Singles Top40     | 8 semaines          | 37e      | 12 septembre 1982 |
| Mega Top 50            | 10 semaines         | 8e       | 17 juillet 1982   |
| Sverigetopplistan      | 1 semaine           | 19e      | 12 octobre 1982   |
| Schweizer Hitparade    | 1 semaine           | 65e      | 18 mars 2012      |

Take a Chance with Me
| Chart            | Durée du classement | Position | Date             |
| ---------------- | ------------------- | -------- | ---------------- |
| UK Singles Chart | 6 semaines          | 26e      | 9 octobre 1982   |
| Single Top 100   | 2 semaines          | 68e      | 15 novembre 1982 |
| (V) Ultratop     | 6 semaines          | 12e      | 16 octobre 1982  |
| RPM Top Singles  | 8 semaines          | 32e      | 14 août 1982     |
| Mega Top 50      | 4 semaines          | 20e      | 2 octobre 1982   |

## Au cinéma
La chanson More Than This fait brièvement partie de la bande originale du film Lost in Translation. Elle est chantée par Bill Murray, ivre.
La chanson Avalon apparaît dans le film Belle Maman de Gabriel Aghion sorti en 1999. Jean Yanne et Mathilde Seigner y dansent sur la chanson, reprise par un orchestre lors d'un mariage.